# Platydoras armatulus
Cá râu mèo sọc dưa (Danh pháp khoa học: Platydoras armatulus) là một loài cá trong họ Doradidae). Cá râu mèo sọc dưa có nguồn gốc ở Amazon và có tập tính đào hang dưới cát. Cá râu mèo sọc dưa da trơn có những sọc ngang trắng nâu, với những sọc gai bảo vệ thân chạy ngang trên thân tạo nên vẻ đẹp độc đáo, bản tính hiền lành và hiếu động bơi lội khắp hồ vào ban đêm.